# Fehlschärfe

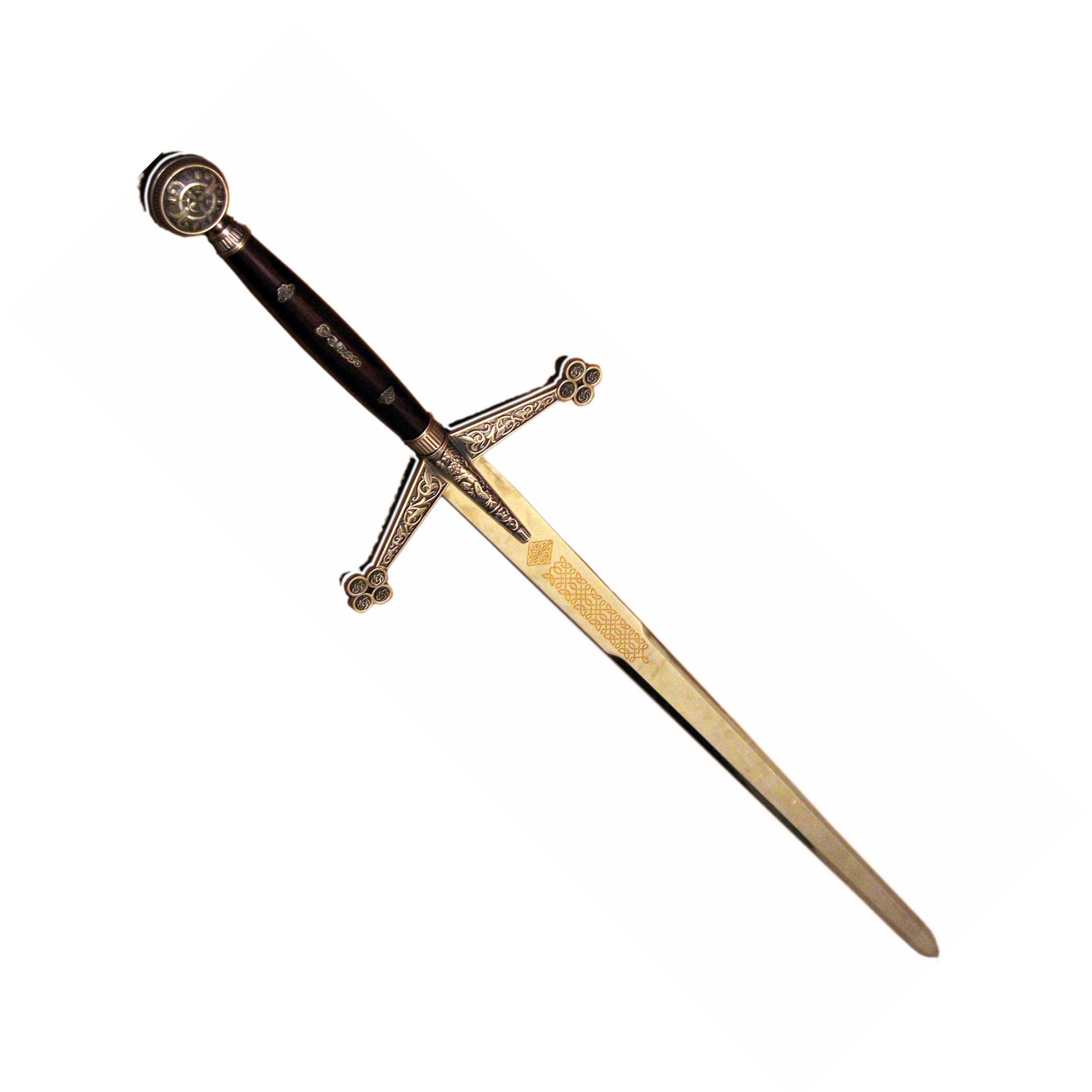
Claymore mit blanker Fehlschärfe unterhalb der Parierstangen

Fehlschärfe (auch Ricasso) bezeichnet einen nicht geschliffenen Bereich von Klingen.

## Beschreibung
Die Fehlschärfe bezeichnet bei Klingenwaffen den meist rechteckigen, ungeschärften Bereich der Klinge. Teilweise ist die Fehlschärfe schmaler als der scharfe Teil der Klinge. Beim so genannten Parierlappen ist die Fehlschärfe breiter als die restliche Klinge. Der Übergang von Fehlschärfe zur scharfen Klinge wird als Einsatz bezeichnet. Häufig befindet sich eine Fehlschärfe direkt unterhalb der Parierstange, oberhalb des geschliffenen Teils der Klinge, also der Schärfe, die auch als wahre Schneide oder „le vrai tranchant“ bezeichnet wird. Fehlschärfen gibt es bei Degen und Rapier und meist auch bei Bihändern.
Bei Fechtwaffen wird die Waffe mit der ganzen Hand gegriffen, der Zeigefinger wird dabei über die Parierstange um die Fehlschärfe gelegt – vergleichbar mit dem Abzug eines Revolvers. Der Zeigefinger wird durch den Korb geschützt. Der geschliffene Teil der Klinge fängt kurz oberhalb des Korbes an. Bei Zweihandschwertern wird die Fehlschärfe genutzt, um die Waffe, falls die Situation es erfordert, auch kürzer zu fassen, um in beengten Kampfsituationen besser und schneller agieren zu können.
Auch bei Messern bzw. Dolchen bezeichnet der Begriff Fehlschärfe den Bereich zwischen Griff bzw. Parierelement und Beginn des Klingenschliffs. Irrtümlicherweise wird auch ein angeschliffener (jedoch nicht scharf geschliffener) Bereich auf dem Klingenrücken (Oberseite der Klinge) manchmal als Fehlschärfe bezeichnet. Die korrekte Bezeichnung für einen solchen Bereich lautet jedoch „Falsche Schneide“.